# Konteramiral

Flagga för konteramiral i svenska flottan sedan 2001.

Konteramiral är en militär grad inom Svenska flottan motsvarande generalmajor och som internationellt är på nivån OF-7.

## Etymologi
Ordet härstammar från franskans contre-amiral, där contre har betydelsen vid sidan av.

## Sverige
Konteramiral var den lägsta av flaggmansgraderna före år 2000, men är i och med införandet av flottiljamiral den 1 juli 2000 den näst lägsta. Motsvarande tjänsteställning i armén, amfibiekåren och flygvapnet är generalmajor. Konteramiral är graden närmast över flottiljamiral och närmast under viceamiral. Vid hälsning och ceremoniella tillfällen benämns konteramiralen, liksom alla flaggmän, enbart amiral.

### Gradbeteckning från 2003
På mörkblå axelklaffshylsa bär konteramiralen en 45 mm guldgalon m/51 (med eklöv) och två 25 mm silverfärgade stjärnor m/30. På innerkavaj och mässdräkt bärs gradbeteckning på båda ärmar bestående av en 45 mm guldgalon m/51 (utan eklöv) och en 12,7 mm guldgalon m/51 med ögla. Mössmärket bärs på skärmmössa och båtmössa och är av modellen för officerare i flottan. På skärmmössans skärm bär flaggmän även broderade eklöv.

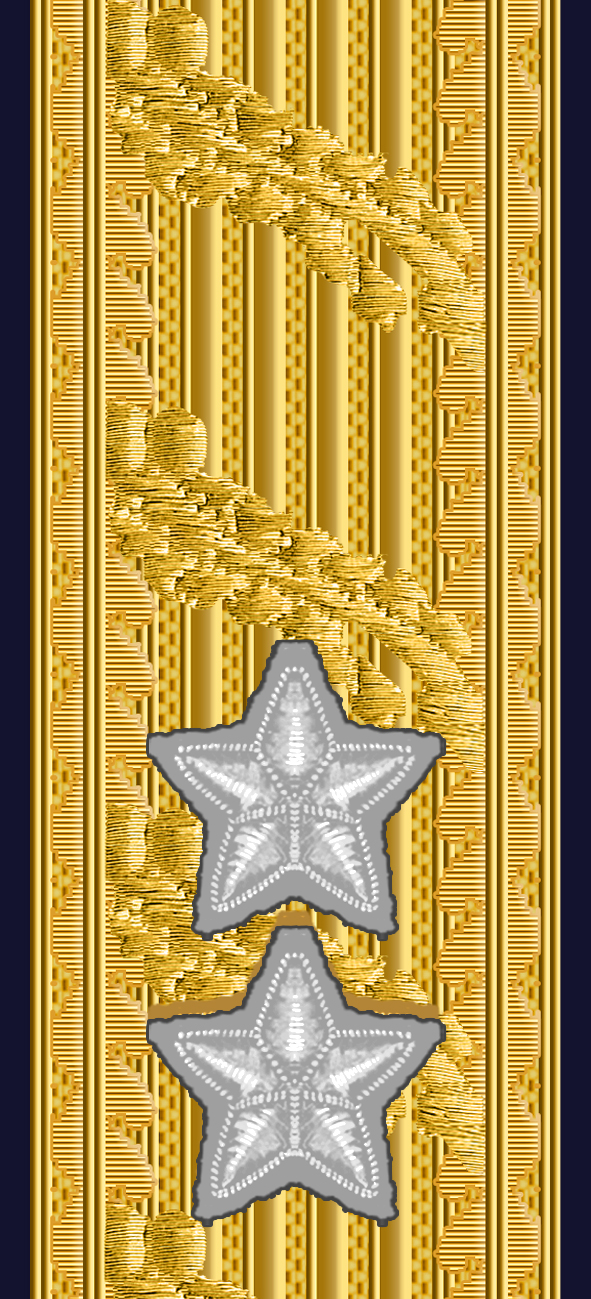
Axelklaffshylsa
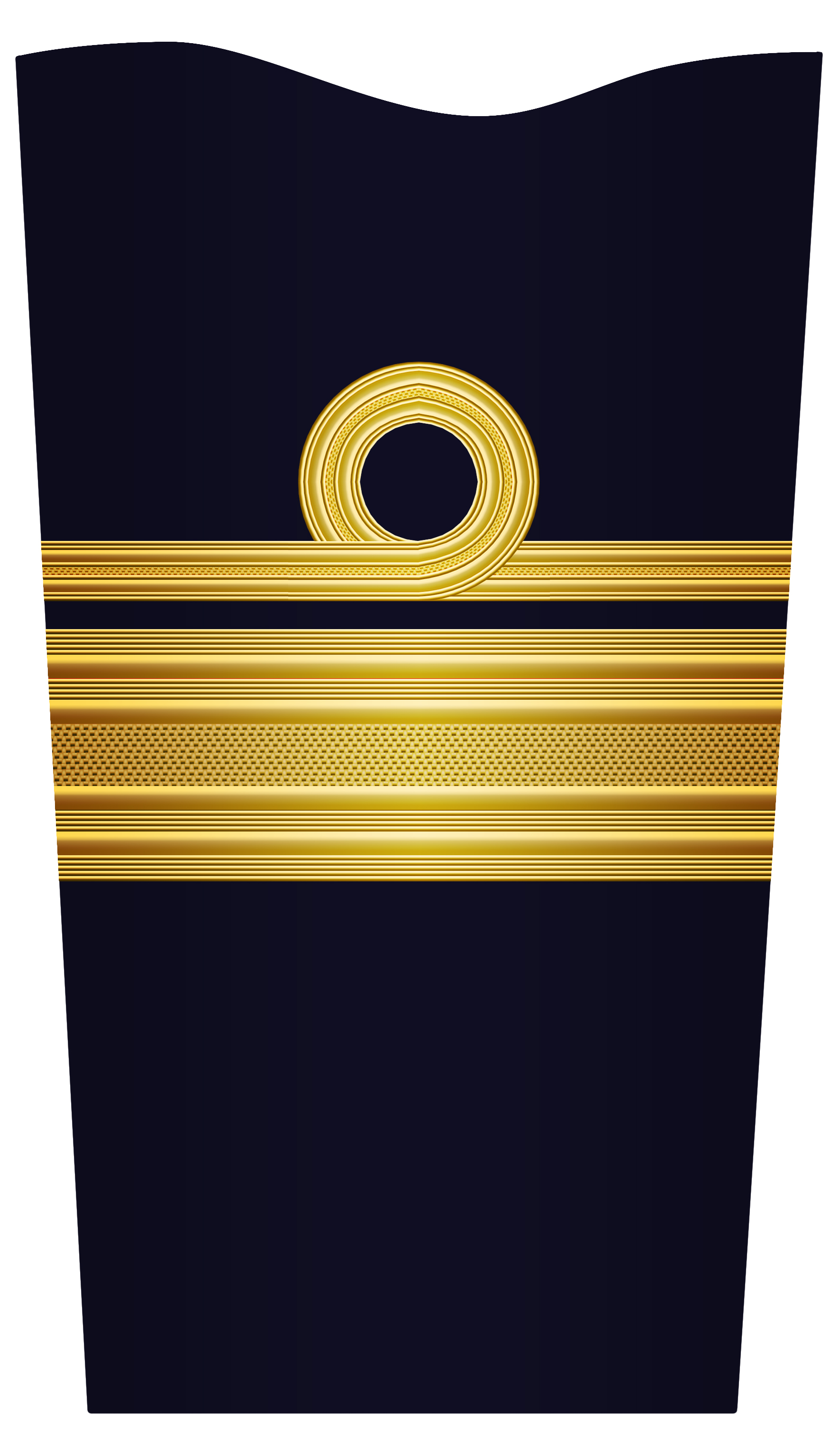
Gradbeteckning på ärm
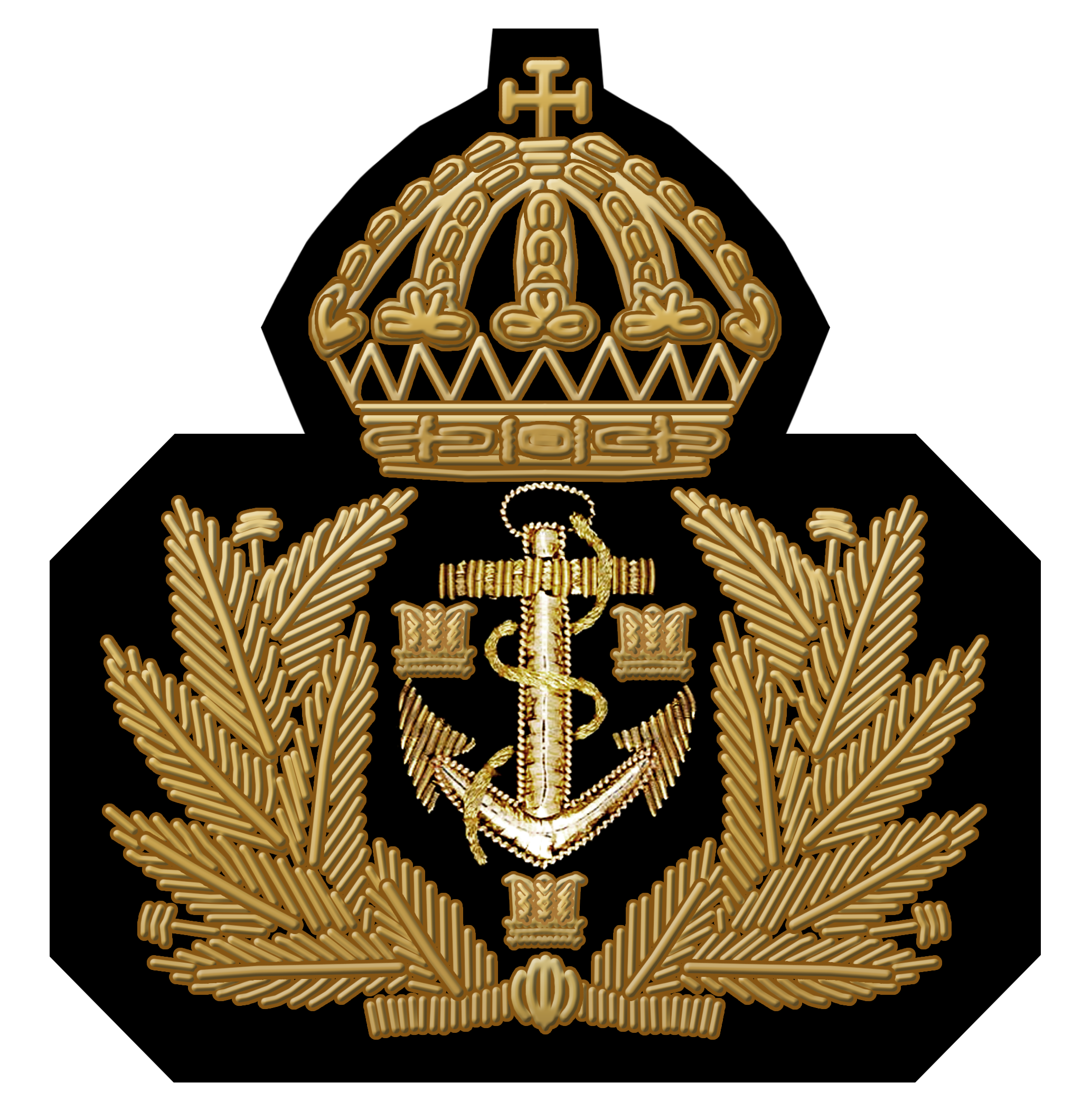
Mössmärke för officer i flottan

### Gradbeteckning 1972–2003
1972–2003 bar konteramiralen på ärmen en 45 mm guldgalon m/51 (med eklöv) format som en ögla. På vardera sida av öglan en 25 mm silverfärgad stjärna m/30.

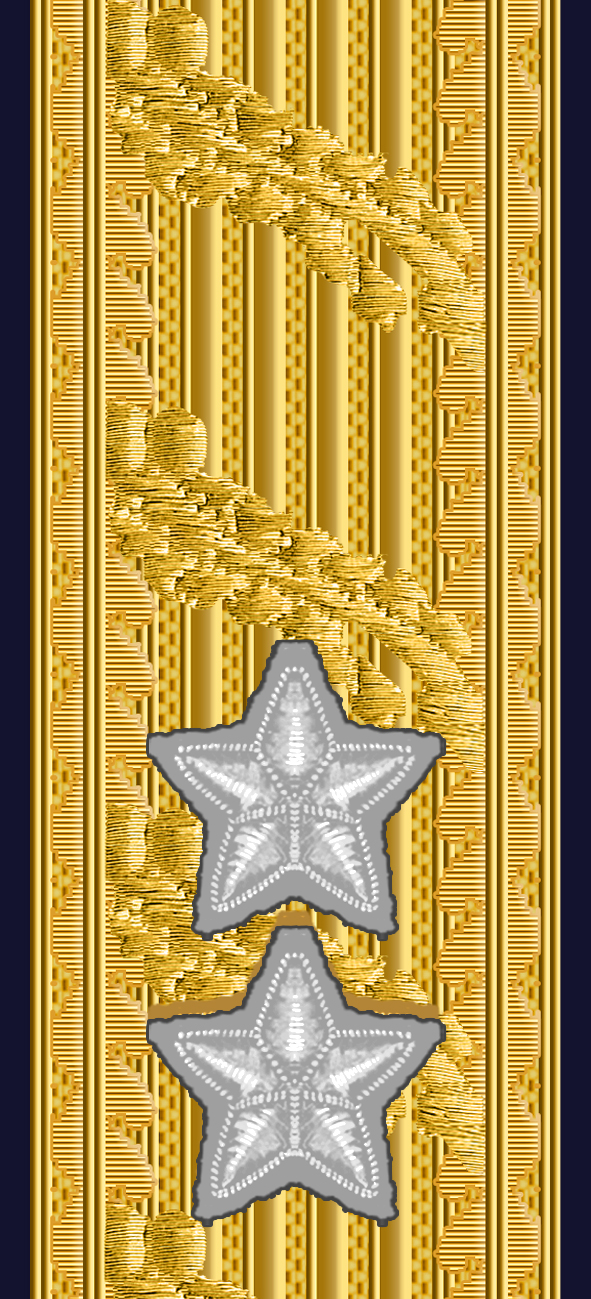
Axelklaffshylsa
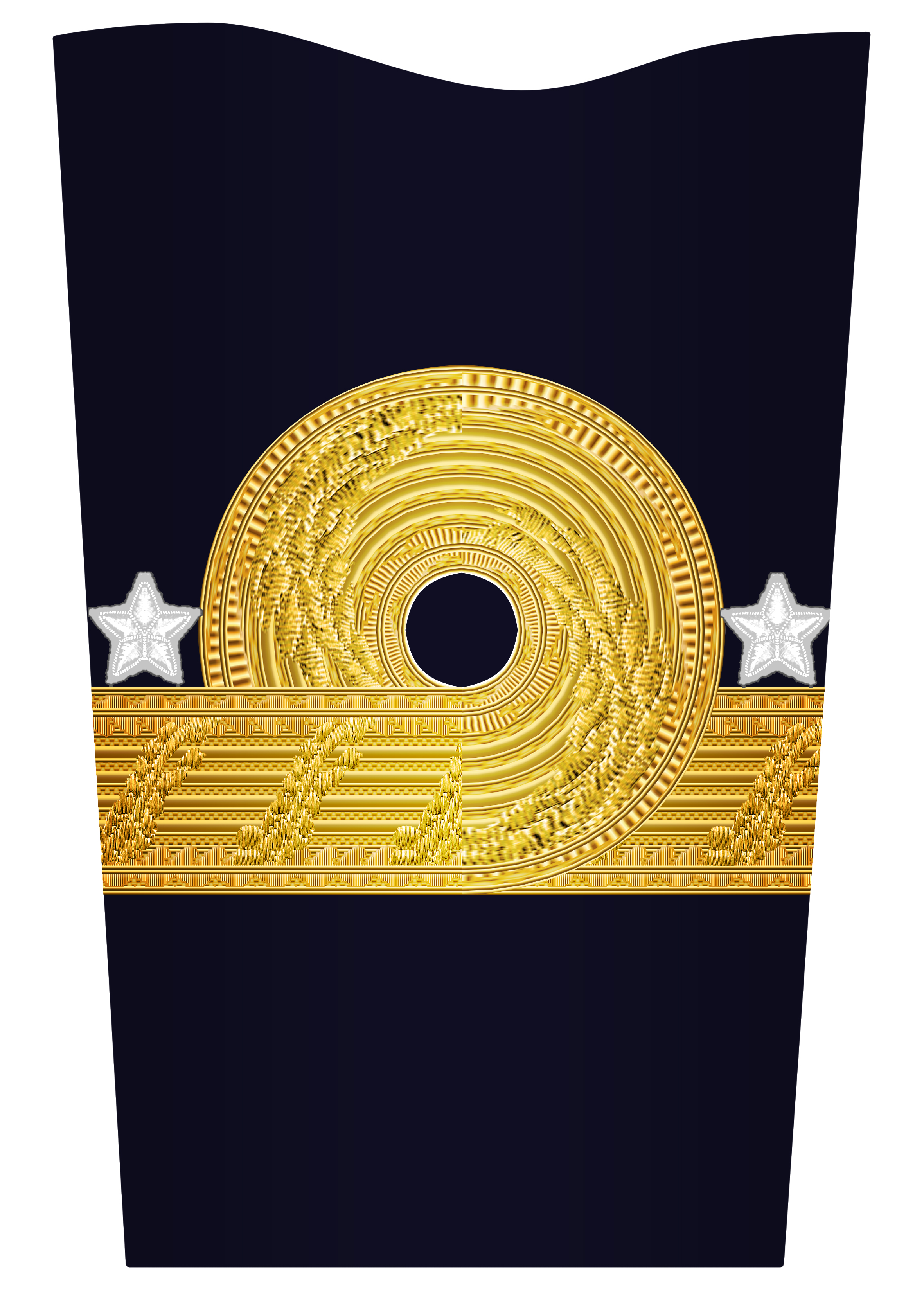
Gradbeteckning på ärm

Tidigare bar konteramiralen guldgalon m/1878 formad som en ögla, och en silverfärgad stjärna i mitten av öglan.

### Kända svenska konteramiraler
- Arvid Lindman (1882-1892), statsminister[4]
- Carl-Fredrik Algernon (1925-1987), chef för krigsmaterielinspektionen
- Wilhelm Dyrssen 1904, chef för kustflottan och sjöminister
- Jörgen Ericsson, marininspektör
- Torsten Lindh, generalinspektör för Marinen
- Bengt Rasin, militärbefälhavare (MB) för Militärområde Väst
- Claes Tornberg, chef för kustflottan och rektor för Försvarshögskolan
- Ewa Skoog Haslum chef för marinen och Sveriges första kvinnliga flaggman.

## Internationella jämförelser
| OF-7 | Land/Försvarsmakt   | Grad                         | Gradbeteckning |
| ---- | ------------------- | ---------------------------- | -------------- |
|      | USA:s flotta        | Rear Admiral (upper half)    |                |
|      | Brittiska flottan   | Rear Admiral                 |                |
|      | Tysklands flotta    | Konteradmiral                |                |
|      | Frankrikes flotta   | Vice-amiral                  |                |
|      | Norges marinförsvar | Kontreadmiral                |                |
|      | Danmarks flotta     | Kontreadmiral                |                |
|      | Finlands marin      | Kontra-amiraali Konteramiral |                |